# LPGA Corning Classic
LPGA Corning Classic – zawodowy kobiecy turniej golfowy rozgrywany w ramach ligi LPGA Tour. Ustanowiony w 1979 był jednym z zawodów LPGA o najdłuższej historii.
W 2009 w rezultacie spowodowanej globalnym kryzysem ekonomicznym utraty tytularnego sponsora podjęto decyzję o zawieszeniu zawodów LPGA Corning Classic.
Od samego początku LPGA Corning Classic był rozgrywany przez cztery dni na tym samym polu (Corning Country Club) kończąc się w ostatnią lub przedostatnią niedzielę maja. W dotychczasowej 31-letniej historii zwyciężało go 29 różnych zawodniczek. Jedyną zawodniczką która obroniła zdobyty rok wcześniej tytuł jest Rosie Jones (1996 i 1997). Aktualną mistrzynią (2009) jest Yani Tseng.

## Zwyciężczynie
| Data              | Mistrzyni        | Wynik                  | Przewaga    | 2. miejsce                                    |
| ----------------- | ---------------- | ---------------------- | ----------- | --------------------------------------------- |
| 24 maja 2009(dts) | Yani Tseng       | -21 (68-70-62-67=267)  | 1 uderzenie | Paula Creamer, Kang Soo-yun                   |
| 25 maja 2008(dts) | Leta Lindley     | -11 (73-67-70-67=277)  | dogrywka    | Jang Jeong                                    |
| 27 maja 2007(dts) | Kim Young        | -20 (68-64-68-68=268)  | 3 uderzenia | Kim Mi-hyun, Paula Creamer                    |
| 28 maja 2006(dts) | Han Hee-won      | -15 (66-70-69-68=273)  | dogrywka    | Meena Lee                                     |
| 29 maja 2005(dts) | Jimin Kang       | -15 (69-70-68-66=273)  | 2 uderzenia | Annika Sörenstam, Meena Lee                   |
| 30 maja 2004(dts) | Annika Sörenstam | -18 (65-67-70-68=270)  | 2 uderzenia | Michelle Estill, Vicki Goetze-Ackerman        |
| 25 maja 2003(dts) | Juli Inkster     | -24 (68-66-68-62=264)  | 4 uderzenia | Lorie Kane                                    |
| 26 maja 2002(dts) | Laura Diaz       | -14 (66-69-69-70=274)  | 2 uderzenia | Rosie Jones                                   |
| 27 maja 2001(dts) | Carin Koch       | -18 (68-67-69-66=270)  | 2 uderzenia | Maria Hjorth, Mhairi McKay                    |
| 28 maja 2000(dts) | Betsy King       | -12 (69-68-69-70=276)  | dogrywka    | Kelli Kuehne, Vicki Goetze-Ackerman           |
| 30 maja 1999(dts) | Kelli Kuehne     | -10 (69-69-70-70=278)  | 1 uderzenie | Rosie Jones                                   |
| 24 maja 1998(dts) | Tammie Green     | -20 (67-70-66-65=268)  | 7 uderzeń   | Brandie Burton, Emilee Klein                  |
| 25 maja 1997(dts) | Rosie Jones      | -11 (72-69-71-65=277)  | dogrywka    | Tammie Green                                  |
| 26 maja 1996(dts) | Rosie Jones      | -12 (67-69-71-69=276)  | 2 uderzenia | Val Skinner                                   |
| 28 maja 1995(dts) | Alison Nicholas  | -13 (70-67-66-72=275)  | 3 uderzenia | Barb Mucha, Danielle Ammaccapane, Pat Bradley |
| 29 maja 1994(dts) | Beth Daniel      | -10 (67-71-71-69=278)  | 1 uderzenie | Nancy Ramsbottom, Stephanie Farwig            |
| 30 maja 1993(dts) | Kelly Robbins    | -11 (70-68-70-69=277)  | dogrywka    | Alison Nicholas                               |
| 24 maja 1992(dts) | Colleen Walker   | -12 (65-70-69-72=276)  | 6 uderzeń   | Alice Miller, Beth Daniel, Rosie Jones        |
| 26 maja 1991(dts) | Betsy King       | -15 (69-73-65-66=273)  | 6 uderzeń   | Deb Richard                                   |
| 27 maja 1990(dts) | Pat Bradley      | -10 ( 69-70-66-69=274) | 3 uderzenia | Patty Sheehan                                 |
| 28 maja 1989(dts) | Ayako Okamoto    | -12 (69-66-67-70=272)  | 6 uderzeń   | Beth Daniel                                   |
| 29 maja 1988(dts) | Sherri Turner    | -15 (71-63-69-70=273)  | 2 uderzenia | JoAnne Carner, Ku Ok-hee                      |
| 31 maja 1987(dts) | Cindy Rarick     | -13 (70-69-69-67=275)  | 1 uderzenie | Betsy King, Jane Geddes, Patty Sheehan        |
| 25 maja 1986(dts) | Laurie Rinker    | -10 (72-70-70-66=278)  | 3 uderzenia | Beth Daniel, Pat Bradley                      |
| 26 maja 1985(dts) | Patti Rizzo      | -16 (69-68-64-71=272)  | 1 uderzenie | Jane Crafter                                  |
| 27 maja 1984(dts) | JoAnne Carner    | -7 (71-69-71-70=281)   | 4 uderzenia | Ayako Okamoto                                 |
| 29 maja 1983(dts) | Patty Sheehan    | -16 (70-70-69-63=272)  | 8 uderzeń   | Cindy Hill                                    |
| 30 maja 1982(dts) | Sandra Spuzich   | -8 (69-72-70-69=280)   | dogrywka    | Patty Sheehan                                 |
| 24 maja 1981(dts) | Kathy Hite-James | -6 (71-70-69-72=282)   | 1 uderzenie | JoAnne Carner                                 |
| 25 maja 1980(dts) | Donna Caponi     | -7 (66-72-69-74=281)   | 2 uderzenia | Myra Blackwelder                              |
| 27 maja 1979(dts) | Penny Pulz       | -4 (75-71-70-68=284)   | 2 uderzenia | Judy Rankin                                   |

## Historia
| Data            | Miejsce zawodów      | Pula nagród | Nagroda za 1. miejsce |
| --------------- | -------------------- | ----------- | --------------------- |
| 21-24 maja 2009 | Corning Country Club | $1.500.000  | $225.000              |
| 22-25 maja 2008 | Corning Country Club | $1.500.000  | $225.000              |
| 24-27 maja 2007 | Corning Country Club | $1.300.000  | $195.000              |
| 25-28 maja 2006 | Corning Country Club | $1.200.000  | $180.000              |
| 26-29 maja 2005 | Corning Country Club | $1.100.000  | $165.000              |
| 27-30 maja 2004 | Corning Country Club | $1.000.000  | $150.000              |
| 22-25 maja 2003 | Corning Country Club | $1.000.000  | $150.000              |
| 23-26 maja 2002 | Corning Country Club | $1.000.000  | $150.000              |
| 24-27 maja 2001 | Corning Country Club | $900.000    | $135.000              |
| 25-28 maja 2000 | Corning Country Club | $800.000    | $120.000              |
| 27-30 maja 1999 | Corning Country Club | $750.000    | $112.500              |
| 21-24 maja 1998 | Corning Country Club | $700.000    | $105.000              |
| 22-25 maja 1997 | Corning Country Club | $650.000    | $97.500               |
| 23-26 maja 1996 | Corning Country Club | $600.000    | $90.000               |
| 25-28 maja 1995 | Corning Country Club | $550.000    | $82.500               |
| 26-29 maja 1994 | Corning Country Club | $500.000    | $75.000               |
| 27-30 maja 1993 | Corning Country Club | $500.000    | $75.000               |
| 21-24 maja 1992 | Corning Country Club | $450.000    | $67.500               |
| 23-26 maja 1991 | Corning Country Club | $400.000    | $60.000               |
| 24-27 maja 1990 | Corning Country Club | $350.000    | $52.500               |
| 25-28 maja 1989 | Corning Country Club | $325.000    | $48.750               |
| 26-29 maja 1988 | Corning Country Club | $325.000    | $48.750               |
| 28-31 maja 1987 | Corning Country Club | $275.000    | $41.250               |
| 22-25 maja 1986 | Corning Country Club | $250.000    | $37.500               |
| 23-26 maja 1985 | Corning Country Club | $250.000    | $37.500               |
| 24-27 maja 1984 | Corning Country Club | $150.000    | $22.500               |
| 26-29 maja 1983 | Corning Country Club | $150.000    | $22.500               |
| 27-30 maja 1982 | Corning Country Club | $200.000    | $30.000               |
| 21-24 maja 1981 | Corning Country Club | $125.000    | $18.750               |
| 22-25 maja 1980 | Corning Country Club | $125.000    | $18.750               |
| 24-27 maja 1979 | Corning Country Club | $100.000    | $15.000               |